# Brendan O'Hara
Pour les articles homonymes, voir O'Hara.
Brendan O'Hara (né le 27 avril 1963) est un homme politique britannique, membre de la Chambre des communes.

## Biographie
Producteur de télévision, il est membre du Parti national écossais et député depuis 2015 pour la circonscription d'Argyll and Bute. Il est porte-parole de son parti pour la Culture et les médias.